# Cikahuripan (Gekbrong)
Cikahuripan is een bestuurslaag in het regentschap Cianjur van de provincie West-Java, Indonesië. Cikahuripan telt 6447 inwoners (volkstelling 2010).